# Micropsitta pusio
Papagaio-pigmeu, papagaio-pigmeu-de-faces-fulvas ou papagainho-de-cara-fulva (Micropsitta pusio) é uma espécie de ave da família Psittacidae, considerada a menor espécie de papagaio do mundo. Natural da Nova Guiné Ocidental, Indonésia e Papua-Nova Guiné, não se alimenta de frutas, mas sim de fungos locais.
Os seus habitats naturais são: florestas subtropicais ou tropicais húmidas de baixa altitude.